# Oradour-Fanais
Oradour-Fanais là một xã của tỉnh Charente, thuộc vùng Nouvelle-Aquitaine, tây nam nước Pháp.